# Mesocapromys nanus
Mesocapromys nanus е вид бозайник от семейство Хутиеви (Capromyidae).

## Разпространение
Видът е разпространен в Куба.